# Эслава, Мигель Иларион
Дон Мигель Иларион Эслава-и-Элисондо (исп. Miguel Hilarión Eslava y Elizondo; 21 октября 1807, Бурлада, Наварра — 23 июля 1878, Мадрид) — испанский композитор, дирижёр, музыкальный педагог, музыковед

, священник. Видный представитель испанского оперного искусства.

## Биография
Родился в крестьянской семье. С 1816 года, обладая чудесным голосом, пел в хоре мальчиков в кафедральном соборе г. Памплона. Там же обучался игре на скрипке, фортепиано и органе. В 17 лет стал скрипачом соборной часовни. Одновременно с музыкальным образованием, изучал гуманитарные науки в духовной семинарии, чтобы посвятить себя служению священником.
В 1827 году переехал в Калаорру, где изучал композицию и дирижирование. В 1828 году назначен на должность капельмейстера в соборе в Бурго-де-Осма-Сьюдад-де-Осма, с 1832 года — руководил хоровой капеллой в Севильском соборе (здесь среди его хористов и учеников был Антонио Кордеро). В том же году был рукоположен в священники.
С 1844 года был резервным капельмейстером в Мадриде. Близость к испанской королевской семье привели к признанию его заслуг и поддержке с их стороны, в 1847 году он был удостоен звания комтур. По официальному разрешению королевы ему был предоставлен доступ к архивам испанских соборов, что позволило Эславе ознакомиться с документами и творчеством многих испанских композиторов более ранних веков.
В 1854 году он получил кафедру композиции в Королевской консерватории Испании, стал профессором. Через одиннадцать лет возглавил Королевскую консерваторию в Мадриде. В 1868 году королева Изабелла II присвоила ему звание capellán de honor (почётного дирижёра).
После испанской революции 1868 года Эслава вступил в конфликт с новыми властями и ушёл с занимаемой должности.
В 1873 году стал членом Королевской академии изящных искусств Сан-Фернандо.
Совместно с Эмилио Арриета, Франсиско Асеньо Барбьери и Хоакином Ромуальдом Гастамбиде он был соучредителем художественно-музыкального общества La España Musical, был активным участником движения по защите испанской оперы и музыкально-драматического жанра сарсуэла.
Умер от последствий перенесённого воспаления лёгких.

## Творчество
Занимался сочинением опер. Между 1841 и 1843 годами создал три сохранившихся сценических произведения.
Оперы «Il solitario», «La Tregua di Ptolemaide» и «Pietro el Crudele» были поставлены во многих городах Испании.
Автор около 150 церковных сочинений: месс, псалмов, гимнов, ламентаций, мотетов и проч. Его Псалом 50 (1835) пользовался особой популярностью и исполнялся более 100 лет в Страстную пятницу вместо Miserere (Аллегри) более ранних мастеров. Наиболее значимыми и интересными являются его сочинения мадридского периода (1844—1878).
Издал собрание лучших органных сочинений разных авторов, под заглавием «Museo organico español»; включая и свои произведения.
Его работа «Metodo de solfeo» (1846) имела огромное распространение в Испании.

## Награды
- Кавалер Ордена Карлоса III
- Командор Ордена Карлоса III (1847)
- Кавалер Большого креста ордена Изабеллы Католички (1870)
- Большой крест португальского ордена Непорочного зачатия Девы Марии Вилла-Викозской
- Гражданский орден Марии Виктории